# Caza y Pesca
Caza y Pesca, anciennement Seasons est une chaîne de télévision espagnole du groupe Telefónica.

## Histoire
MultiThématiques lance en avril 1997 la version espagnole de Seasons pour CanalSatellite España. Le 21 juillet 2003, la chaîne est remplacée par Caza y Pesca, et sa grille de programmes est modifiée.

## Programmation
Sa programmation se concentre sur des documentaires liés au monde de la chasse, de la pêche et de la nature. Elle combine des documentaires produits à l'extérieur et des productions internes.
La programmation de Caça e Pesca au Portugal est la même qu'en Espagne. 80% des programmes sont diffusés avec des sous-titres en portugais.

### Identité visuelle (logo)

Ancien logo de Seasons de 1997 à 2003

## Programmes
La chaîne diffuse exclusivement des programmes sur la chasse et sur la pêche.